# Lexington (Massachusetts)
 For alternative betydninger, se Lexington. (Se også artikler, som begynder med Lexington)
Lexington, Massachusetts er en by med ca.30,355 indbyggere, anno 2000. Byen ligger ca. 18 km nordvest for Boston. Helt præcist på koordinaterne 42°26'39" Nord 71°13'36" Vest.

Lexington er nok mest kendt som stedet hvor Den Amerikanske Uafhængighedskrig begyndte, med Slaget ved Lexington og Concord.
- Wikimedia Commons har flere filer relateret til Lexington (Massachusetts)

42°26′40″N 71°13′30″V / 42.4444°N 71.225°V